# Regierung Varadkar II
Die Regierung Varadkar II bildete vom 17. Dezember 2022 bis zum 9. April 2024 die Regierung von Irland. Premierminister war Leo Varadkar. Sie löste die Regierung Martin I ab, mit der nach den Wahlen zum Dáil Éireann 2020 eine Rotationsregierung mit einem Wechsel des Taoiseach zur Mitte der Legislaturperiode vereinbart worden war.
Die Regierung wurde mit 87 zu 62 Stimmen im Dáil Éireann gewählt, wobei sie von mehreren Unabhängigen im Parlament unterstützt wurde, da die Koalition aus FF, FG, GP zu dem Zeitpunkt nur noch 81 Sitze unter sich vereinigte. Varadkar regierte als Regierungschef bereits zwischen 2017 und 2020 in einer Alleinregierung.
Am 20. März 2024 erklärte Varadkar seinen Rücktritt als Vorsitzender der Fine Gael und ergänzte, dass er nach der Neuwahl des Vorsitzenden durch seine Partei auch als Taoiseach zurücktreten werde. Dies geschah am 9. April 2024 durch die Ernennung von Simon Harris zum Taoiseach.

## Regierungsmitglieder
| Amt | Name | Name                                 | Partei    |
| --- | ---- | ------------------------------------ | --------- |
| Taoiseach (Premierminister) |      | Leo Varadkar                         | FG        |
| Tánaiste (stellvertretender Premierminister)                                                                                        |      | Micheál Martin                       | FF        |
| Außenminister |      | Micheál Martin                       | FF        |
| Verteidigungsminister |      | Micheál Martin                       | FF        |
| Minister für Verkehr, der Umwelt, Klima und Kommunikation                                                                           |      | Eamon Ryan                           | GP        |
| Finanzminister |      | Michael McGrath                      | FF        |
| Minister für öffentliche Ausgaben, NDP-Umsetzung und Reformen                                                                       |      | Paschal Donohoe                      | FG        |
| Ministerin für Bildung |      | Norma Foley                          | FF        |
| Gesundheitsminister |      | Stephen Donnelly                     | FF        |
| Minister für Landwirtschaft, Ernährung und Meeresangelegenheiten                                                                    |      | Charlie McConalogue                  | FF        |
| Minister für höhere Bildung, Innovation und Forschung                                                                               |      | Simon Harris                         | FG        |
| Minister für Justiz und Gleichstellung                                                                                              |      | Simon Harris                         | FG        |
| Ministerin für soziale Absicherung, Gemeinde- und ländliche Entwicklung und die Inseln                                              |      | Heather Humphreys                    | FG        |
| Minister für Unternehmen, Handel und Beschäftigung                                                                                  |      | Simon Coveney                        | FG        |
| Ministerin für Medien, Tourismus, Kunst, Kultur, Sport und die Gaeltacht                                                            |      | Catherine Martin                     | GP        |
| Minister für Kinder, Behinderte, Gleichstellung und Integration                                                                     |      | Roderic O’Gorman                     | GP        |
| Minister für Wohnungswesen, Kommunalverwaltung und Kulturerbe                                                                       |      | Darragh O’Brien                      | FF        |
| Ministerin für Justiz und Gleichstellung                                                                                            |      | Helen McEntee                        | FG        |
| Ministerin ohne Portfolio |      | Helen McEntee                        | FG        |
| Generalstaatsanwalt |      | Rossa Fanning                        | Parteilos |
| Staatsminister | Name | Name                                 | Partei    |
| Staatsministerin beim Premierminister, Government Chief Whip                                                                        |      | Hildegarde Naughton                  | FG        |
| Staatsminister für Logistik und Postwesen im Verkehrsministerium                                                                    |      | Jack Chambers                        | FG        |
| Staatsministerin für Landnutzung und Biodiversität im Landwirtschaftsministerium                                                    |      | Pippa Hackett                        | GP        |
| Staatsminister für Europäische Angelegenheiten                                                                                      |      | Peter Burke                          | FG        |
| Staatsminister für die Gaeltacht und das Office of Public Works                                                                     |      | Patrick O’Donovan                    | FG        |
| Staatsminister für eGovernment, Vergabewesen und Kreislaufwirtschaft                                                                |      | Ossian Smyth                         | GP        |
| Staatsministerin für Finanz-, Kredit- und Versicherungswirtschaft                                                                   |      | Jennifer Carroll MacNeill            | FG        |
| Staatsministerin für Förderschulwesen und Inklusion im Bildungsministerium                                                          |      | Josepha Madigan                      | FG        |
| Staatsminister für Agrarforschung, Ernährungssicherheit und Neue Märkte im Landwirtschaftsministerium                               |      | Martin Heydon                        | FG        |
| Staatsministerin für Teilhabe und Rehabilitation Schwerbehinderter im Familien- und Jugendministerium                               |      | Anne Rabbitte                        | FF        |
| Staatsminister für Entwicklungszusammenarbeit und irische Minderheiten im Ausland im Außenministerium                               |      | Seán Fleming                         | FF        |
| Staatsminister für Gesetzesreform und Jugendrecht im Justizministerium                                                              |      | James Browne                         | FF        |
| Staatsminister für Fort- und Weiterbildung im Wissenschaftsministerium                                                              |      | Niall Collins                        | FF        |
| Staatsminister für Gemeindeentwicklung, Wohltätigkeitsorganisationen und Integration                                                |      | Joe O’Brien                          | GP        |
| Staatsminister für Kommunalverwaltung und Raumordnung im Ministerium für Wohnungswesen, Kommunalverwaltung und Kulturerbe           |      | Kieran O’Donnell                     | FG        |
| Staatsminister für Kulturerbe und Wahlreform im Ministerium für Wohnungswesen, Kommunalverwaltung und Kulturerbe                    |      | Malcolm Noonan                       | GP        |
| Staatsminister für Handelsförderung und digitale Transformation im Ministerium für Wohnungswesen, Kommunalverwaltung und Kulturerbe |      | Dara Calleary                        | FF        |
| Staatsministerin für psychische Gesundheit und Senioren im Gesundheitsministerium                                                   |      | Mary Butler                          | FF        |
| Staatsminister für Sport und Leibesertüchtigung im Ministerium für Tourismus, Kultur und Kunst, Gaeltacht, Sport und Medien         |      | Thomas Byrne                         | FF        |
| Staatsminister für Beschäftigung und Einzelhandel                                                                                   |      | Damien English (bis 12. Januar 2023) | FG        |
| Staatsminister für Beschäftigung und Einzelhandel                                                                                   |      | Neale Richmond (ab 13. Januar 2023)  | FG        |